# هنري دبليو. باري
هنري دبليو. باري (بالإنجليزية: Henry W. Barry)‏ هو محامي وضابط وسياسي أمريكي، ولد في 1 أبريل 1840 في مقاطعة شوهاري في الولايات المتحدة، وتوفي في 7 يونيو 1875 في واشنطن العاصمة في الولايات المتحدة. حزبياً، نشط في الحزب الجمهوري. وقد انتخب عضو مجلس ولاية مسيسيبي وانتخب عضو مجلس النواب الأمريكي.